# Gervasius van Tilbury
Gervasius van Tilbury of Gervasius Tilberiensis (ca. 1150 – ca. 1228) was een 13e-eeuwse rechtsgeleerde, staatsman en schrijver. Hij werd geboren in Tilbury in het graafschap Essex in Engeland.

## Biografie
Gervasius stamde uit de adel. Zelf zei hij verwant te zijn aan Patrick de eerste graaf van Salisbury en hij zou ook verwant geweest zijn aan een fee, namelijk aan Melusine de slangvrouw , wat een verband met het huis van Lusignan suggereerde.
Hij ontving zijn eerste vorming aan het hof van Hendrik II van Engeland en vervolgens, tussen 1176 en 1180, bij Willem met de witte handen, Aartsbisschop te Reims en oom van de toekomstige Franse koning Philippe Auguste. In 1177 was hij in Venetië ooggetuige van de verzoening tussen Paus Alexander III en Frederik Barbarossa. Daarna studeerde hij canoniek recht aan de Universiteit van Bologna.

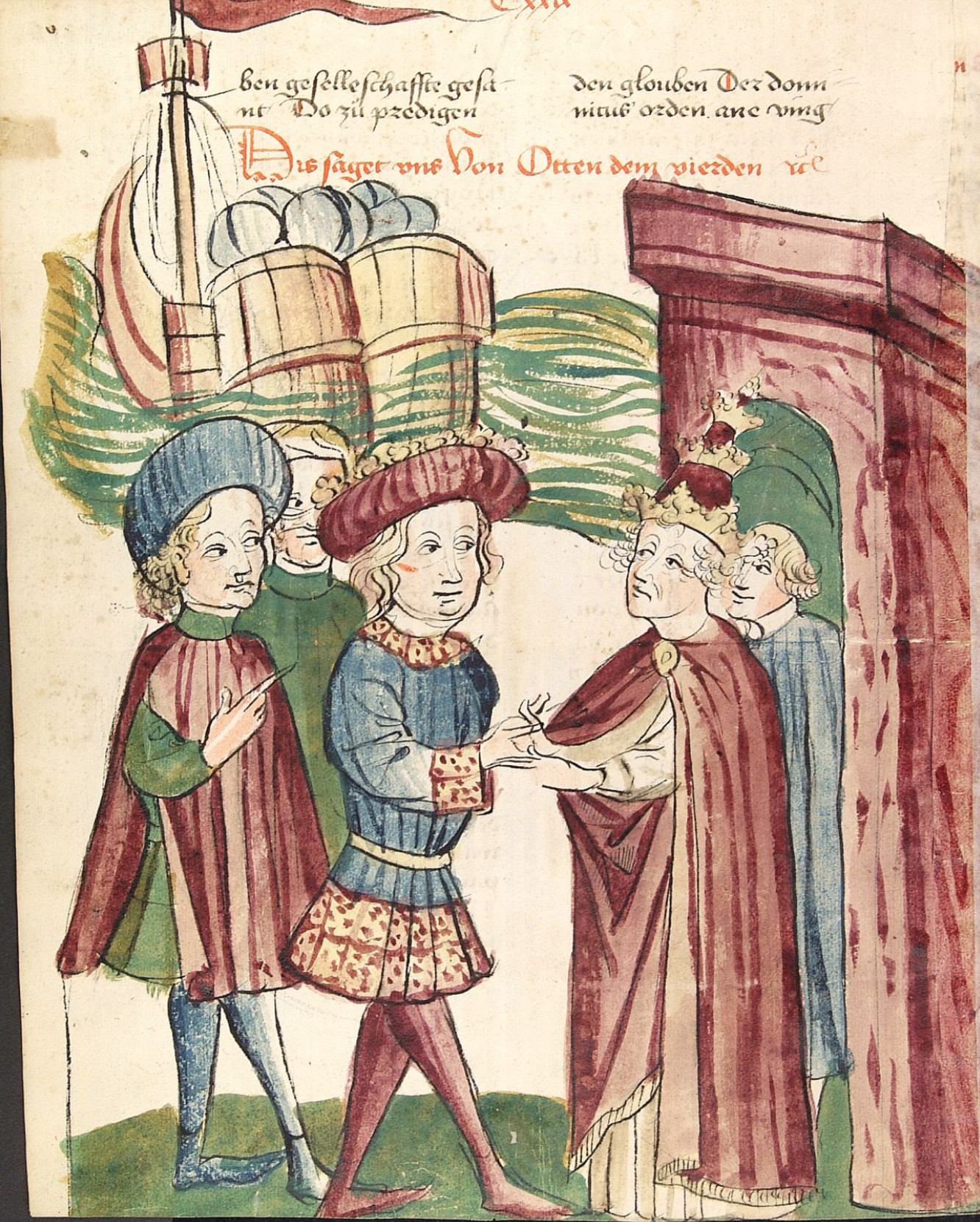
Otto IV en de paus Innocentius III, manuscript van de 15e eeuw

Na zijn studies keerde hij terug aan het hof van Hendrik II van Engeland en maakte deel uit van een groep van klerken rond Hendrik de Jonge Koning die gepassioneerd de natuurfilosofie bestudeerden. Voor deze laatste schreef hij het Liber facetiarum, dat nu verloren is, het basiswerk dat later zou uitgroeien tot de Otia imperialia. Bij de dood van de Jonge Koning in 1183 verlaat hij Engeland en trekt naar het hof van Willem II van Sicilië. Hij verlaat de klerikatuur en wordt ridder. Als in 1189 Willem II sterft trekt hij naar Arles, waar hij als jurist in dienst trad bij de Aartsbisschop en bij de graven van Provence. Hij trouwde ook in Arles met een verwante van de Aartsbisschop Imbert d’Eyguières. In 1207 wordt hij benoemd tot “Juge Mage” van de graaf van Provence Alfons II.
In 1209 vergezelde hij Otto IV van Brunswijk voor zijn kroning naar Rome en wordt benoemd tot “Maarschalk van het keizerlijk hof voor het koninkrijk van Arles”; het was in Arles dat hij zijn Otia imperialia schreef (1210-1214). Na de slag bij Bouvines in 1214 trok de verslagen keizer zich terug in zijn thuisland Brunswijk en Gervais vergezelde hem, ook al behield hij zijn titel van maarschalk. Na de dood van Otto IV blijft hij in Duitsland en wordt provoost in Ebstorf van 1223 tot 1224, het jaar waarin hij waarschijnlijk stierf.
In zijn laatste levensjaren zou hij de leiding hebben gehad bij het maken van de  wereldkaart van Ebstorf naar het model van de wereldkaart in zijn Otia imperialia. Dit wordt door recent onderzoek tegengesproken.

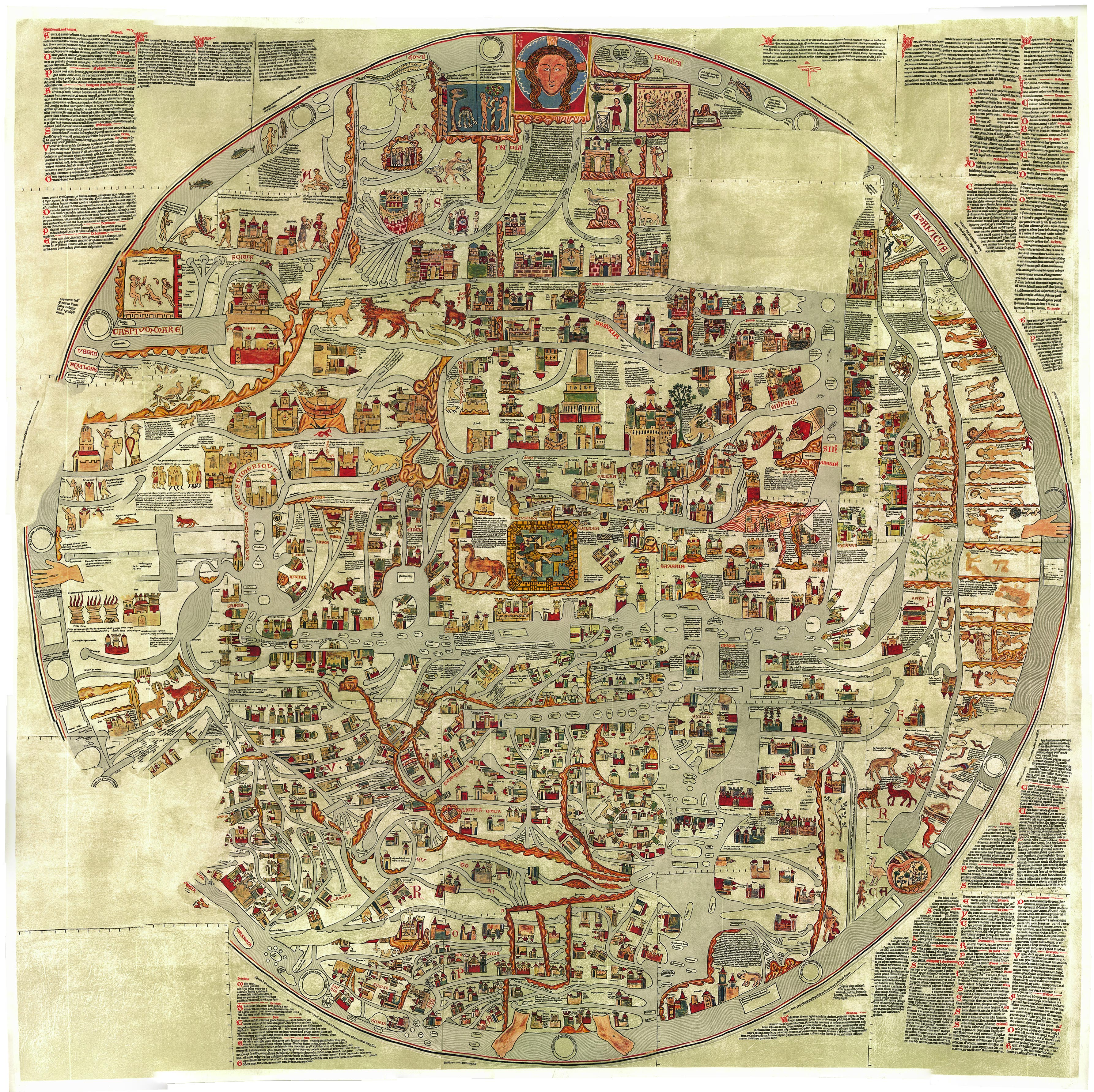
Wereldkaart van Ebstorf

## Werken
De Otia imperialia is eveneens bekend onder een reeks andere benamingen zoals: Liber de mirabilibus mundi, Solatia imperatoris en Descriptio totius orbis. In het Nederlands zouden we de titel kunnen vertalen als “Vrijetijdsbesteding voor een keizer”. Het is een encyclopedische verzameling van de kennis van de tijd waarin het geschreven werd. Het is onderverdeeld in drie delen: het eerste beschrijft de schepping en de geschiedenis van de vroegste tijden, het tweede deel beschrijft de landen en de volkeren en het derde beschrijft een aantal wereldwonderen. Het was een veel gelezen werk en er zijn talrijke manuscripten van bewaard gebleven. Het werd tweemaal naar het Frans vertaald in de 14e eeuw. De filosoof Gotfried Leibniz, die delen van het werk publiceerde in zijn Scriptores rerum Brunsvicensium,  noemde het een “bijeenraapsel van oude-wijvenpraat”. De moderne uitgevers van de Oxford University Press spreken van een “weelde aan noties over folklore en volksgeloof”.
Gervasius schreef ook een Vita abbreviata et miracula beatissimi Antonii ("Korte beschrijving van het leven en de mirakelen van de Heilige Antonius") en een Liber de transitu beate virginis et gestis discipulorum ("Boek van het materlaarschap van de heilige maagden en van de handelingen van de apostelen").
- Bibliothèque nationale de France: cb12337848g (data)
- Gemeinsame Normdatei: 100942784
- International Standard Name Identifier: 0000 0003 8691 0031
- Library of Congress Control Number: n89123130
- Nationale Bibliotheek van Tsjechië: uk2013741933
- Nationale Bibliotheek van Israël: 987007280254205171
- Nederlandse Thesaurus van Auteursnamen: 136436234
- Istituto Centrale per il Catalogo Unico: MILV269675
- Système universitaire de documentation: 032327498
- Virtual International Authority File: 100223235
- WorldCat: E39PBJqKchKt8Xt7qkwJW3T4MP